# Aridelus ussuriensis
Aridelus ussuriensis är en stekelart som beskrevs av Sergey A. Belokobylskij 1981. Aridelus ussuriensis ingår i släktet Aridelus och familjen bracksteklar. Inga underarter finns listade.